# Elise Kellond-Knight
Elise Kellond-Knight (Gold Coast, Australia; 10 de agosto de 1990) es una futbolista australiana. Juega como defensa en el Kristianstads DFF de la Damallsvenskan de Suecia. Es internacional con la selección de Australia.

## Clubes
| Club                   | País           | Año             |
| ---------------------- | -------------- | --------------- |
| Brisbane Roar          | Australia      | 2008 - 2015     |
| Fortuna Hjørring       | Dinamarca      | 2011 - 2012     |
| Iga F.C. Kunoichi      | Japón          | 2014            |
| 1. FFC Turbine Potsdam | Alemania       | 2015 - 2017     |
| Hammarby IF            | Suecia         | 2018            |
| Melbourne City         | Australia      | 2018 - 2019     |
| Reign FC               | Estados Unidos | 2019            |
| Washington Spirit      | Estados Unidos | 2019            |
| Brisbane Roar          | Australia      | 2019 - 2020     |
| Kristianstads DFF      | Suecia         | 2020 - presente |

## Títulos

### Campeonatos nacionales
| Título                 | Club          | País      | Temporada   |
| ---------------------- | ------------- | --------- | ----------- |
| W-League               | Brisbane Roar | Australia | 2008 - 2009 |
| W-League (Premiership) | Brisbane Roar | Australia | 2008 - 2009 |
| W-League               | Brisbane Roar | Australia | 2010 - 2011 |

### Campeonatos internacionales
| Título                             | Equipo    | Sede    | Año  |
| ---------------------------------- | --------- | ------- | ---- |
| Copa femenina del sudeste asiático | Australia | Vietnam | 2008 |
| Copa Asiática femenina de la AFC   | Australia | China   | 2010 |